# Mistrovství Evropy juniorů ve sportovním lezení 2017
Mistrovství Evropy juniorů ve sportovním lezení 2017 (anglicky: European Youth Championships) se konalo již pošesté, ve středočeském Slaném a v ruském Permu, jako součást Evropského poháru juniorů ve sportovním lezení. Bouldering 15.-16. září a 28. září – 10. října v lezení na obtížnost a rychlost.

V italském Campitello di Fassa proběhlo také XII. ročník Mistrovství Evropy ve sportovním lezení, XXIV. Mistrovství světa juniorů se konalo v září v rakouském Innsbrucku.

## Průběh závodů

### Bouldering
Na startovní listině bylo k 9. září 237 bouldristů z 24 zemí Evropy. Ve finále měla děvčata v kategorii B tři lehčí bouldry a jeden těžký, který začínal zády ke stěně výmykem v převisu a přetočením, pokračoval skokem do zóny, ale tam se žádné z šesti dívek nepodařilo chytit. Finálové cesty pro kategorie A a juniory už stavěči trefili o mnoho lépe, pro bouldristy byly akorát těžké a pestré, takže se diváci bavili. Luiza Emeleva si při špatném dopadu poranila kotník a byla převezena do nemocnice.

### Češi na MEJ
V bouldernigu se nejlépe dařilo 8. juniorce Veronice Šimkové, která se těsně nedostala do finálové šestky a v kategorii B 10. Michaele Smetanové a 13. Elišce Bulenové.

### Výsledky juniorů a juniorek
| obtížnost             | obtížnost            | rychlost                | rychlost                | bouldering         | bouldering            |
| --------------------- | -------------------- | ----------------------- | ----------------------- | ------------------ | --------------------- |
| junioři               | juniorky             | junioři                 | juniorky                | junioři            | juniorky              |
| 1. Sascha Lehmann     | 1. Michelle Hulliger | 1. Lev Rudatskiy        | 1. Darja Kanová         | 1. Jan-Luca Posch  | 1. Franziska Sterrer  |
| 2. Vladislav Ševčenko | 2. Heloïse Doumont   | 2. Kostiantyn Pavlenko  | 2. Ekaterina Barashchuk | 2. Hugo Parmentier | 2. Ida Kups           |
| 3. Hugo Parmentier    | 3. Laura Stöckler    | 3. Gian Luca Zodda      | 3. Elizaveta Ivanova    | 3. Yannick Flohé   | 3. Laura Stöckler     |
|                       |                      |                         |                         |                    |                       |
| 4. Anton Sviridov     | 4. Ida Kups          | 4. Vasily Abdurakhmanov | 4. Kseniia Petrova      | 4. Don van Laere   | 4. Iuliia Panteleeva  |
| 5. Stefano Carnati    | 5. Asja Gollo        | 5. Denis Karpikov       | 5. Elma Fleuret         | 5. Leo Avezou      | 5. Giulia Medici      |
| 6. Yannick Flohé      | 6. Alina Ring        | 6. Adrien Lemaire       | 6. Irina Sabitova       | 6. Nicolas Collin  | 6. Alina Ring         |
| 7. Mathias Posch      | 7. Tjasa Slemensek   | 7. Szymon Pecikiewicz   | 7. Silvia Porta         | —                  | —                     |
| 8. Arsène Duval       | 8. Franziska Sterrer | 8. Jan-Luca Posch       | 8. Iuliia Panteleeva    | —                  | —                     |
|                       |                      |                         |                         |                    |                       |
| —                     | —                    | —                       | —                       | 27. Vojtěch Trojan | 8. Veronika Šimková   |
| —                     | —                    | —                       | —                       | 28. Jakub Rázek    | 24. Michaela Matúšová |
| —                     | —                    | —                       | —                       | 35. Ondřej Bína    | 25. Anna Šebestíková  |
| —                     | —                    | —                       | —                       | 36. Martin Chytil  | —                     |
| 8 finalistů           | 8 finalistek         | 4 finalisté             | 4 finalistky            | 6 finalistů        | 6 finalistek          |
| 20 semifinalistů      | 18 semifinalistek    | 8/16 semifinalistů      | 8 semifinalistek        | bez semifinále     | bez semifinále        |
| 20 juniorů            | 18 juniorek          | 16 juniorů              | 14 juniorek             | 37 juniorů         | 25 juniorek           |

### Výsledky chlapců a dívek v kategorii A
| obtížnost              | obtížnost                 | rychlost              | rychlost                  | bouldering           | bouldering           |
| ---------------------- | ------------------------- | --------------------- | ------------------------- | -------------------- | -------------------- |
| chlapci                | dívky                     | chlapci               | dívky                     | chlapci              | dívky                |
| 1. Filip Schenk        | 1. Vita Lukan             | 1. Vladislav Terleev  | 1. Jelena Remizovová      | 1. Petar Ivanov      | 1. Elena Krasovskaia |
| 2. Nathan Martin       | 2. Nolwenn Arc            | 2. Petr Zemliakov     | 2. Polina Aksenova        | 2. Leo Favot         | 2. Sandra Lettner    |
| 3. Sam Avezou          | 3. Celina Schoibl         | 3. Sergej Rukin       | 3. Elena Krasovskaia      | 3. Nathan Martin     | 3. Celina Schoibl    |
|                        |                           |                       |                           |                      |                      |
| 4. Luka Potočar        | 4. Laura Rogora           | 4. Almaz Nagaev       | 4. Elisabetta Dalla Brida | 4. Matteo Manzoni    | 4. Lucka Rakovec     |
| 5. Sergej Tiupyshev    | 5. Mia Krampl             | 5. Georgiy Morozov    | 5. Daria Kuznetsova       | 5. Sam Avezou        | 5. Luiza Emeleva     |
| 6. Petar Ivanov        | 6. Eva Maria Hammelmüller | 6. Sam Avezou         | 6. Karina Gareeva         | 6. Roman Neuwirth    | 6. Yael Baharad      |
| 7. Léo Ferrera         | 7. Sandra Lettner         | 7. Timur Yamaliev     | 7. Jennifer Bonnet        | —                    | —                    |
| 8. Jonas Brandenburger | 8. Lucka Rakovec          | 8. Cristian Dorigatti | 8. Aleksandra Kalucka     | —                    | —                    |
|                        |                           |                       |                           |                      |                      |
| 15. Šimon Potůček      | 20. Eliška Adamovská      | —                     | 15. Hana Křížová          | 29. Jakub Skočdopole | 21. Eliška Adamovská |
| 19. Štěpán Potůček     | 22. Sabina Večerová       | —                     | —                         | 44. Ondřej Hašek     | 22. Lenka Slezáková  |
| —                      | —                         | —                     | —                         | 47. Aleš Maršík      | 31. Aneta Loužecká   |
| —                      | —                         | —                     | —                         | 48. Tomáš Lukášek    | 35. Jana Ondřejová   |
| 8 finalistů            | 8 finalistek              | 4/8 finalisté         | 4 finalistky              | 6 finalistů          | 6 finalistek         |
| 24 semifinalistů       | 26 semifinalistek         | 16 semifinalistů      | 8 semifinalistek          | bez semifinále       | bez semifinále       |
| 24 chlapců             | 26 dívek                  | 24 chlapců            | 24 dívek                  | 52 chlapců           | 38 dívek             |

### Výsledky chlapců a dívek v kategorii B
| obtížnost        | obtížnost         | rychlost           | rychlost         | bouldering              | bouldering             |
| ---------------- | ----------------- | ------------------ | ---------------- | ----------------------- | ---------------------- |
| chlapci          | dívky             | chlapci            | dívky            | chlapci                 | dívky                  |
| 1.               | 1.                | 1.                 | 1.               | 1. Paul Jenft           | 1. Naile Meignan       |
| 2.               | 2.                | 2.                 | 2.               | 2. Semen Ovčinnikov     | 2. Vanda Michalková    |
| 3.               | 3.                | 3.                 | 3.               | 3. Noé Moutault         | 3. Maja Rudka          |
|                  |                   |                    |                  |                         |                        |
| 4.               | 4.                | 4.                 | 4.               | 4. Davide Marco Colombo | 4. Dominika Kodra      |
| 5.               | 5.                | 5.                 | 5.               | 5. Thomas Podolan       | 5. Luce Douady         |
| 6.               | 6.                | 6.                 | 6.               | 6. Kimo Filip           | 6. Zoé Egli            |
| 7.               | 7.                | 7.                 | 7.               | —                       | —                      |
| 8.               | 8.                | 8.                 | 8.               | —                       | —                      |
|                  |                   |                    |                  |                         |                        |
| .                | .                 | .                  | .                | 28. Lukáš Doleček       | 10. Michaela Smetanová |
| .                | .                 | .                  | .                | 31. Jáchym Cink         | 13. Eliška Bulenová    |
| .                | .                 | .                  | .                | 35. Marek Jeliga        | 27. Eliška Hobzová     |
| .                | .                 | .                  | .                | —                       | 31. Klára Hašková      |
| 8 finalistů      | 8 finalistek      | 4 finalisté        | 4 finalistky     | 6 finalistů             | 6 finalistek           |
| 26 semifinalistů | 26 semifinalistek | 8/16 semifinalistů | 8 semifinalistek | bez semifinále          | bez semifinále         |
| ? chlapců        | ? dívek           | ? chlapců          | ? dívek          | 36 chlapců              | 32 dívek               |

### Medaile podle zemí
průběžně po šampionátu v boulderingu
| pořadí | stát      | Zlatá medaile | Stříbrná medaile | Bronzová medaile | celkem |
| ------ | --------- | ------------- | ---------------- | ---------------- | ------ |
| 1.     | Francie   | 2             | 2                | 2                | 6      |
| 2.     | Rakousko  | 2             | 1                | 2                | 5      |
| 3.     | Rusko     | 1             | 1                | 0                | 2      |
| 4.     | Bulharsko | 1             | 0                | 0                | 0      |
| 5.     | Polsko    | 0             | 1                | 1                | 2      |
| 6.     | Slovensko | 0             | 1                | 0                | 1      |
| 7.     | Německo   | 0             | 0                | 1                | 1      |

### Zúčastněné země
| 1.  | neznámá vlajka | neznámá vlajka | neznámá vlajka | neznámá vlajka | neznámá vlajka | neznámá vlajka |
| 2.  | neznámá vlajka | neznámá vlajka | Rusko          | neznámá vlajka | Česko          | neznámá vlajka |
| 3.  | Rusko          | neznámá vlajka | neznámá vlajka | neznámá vlajka | neznámá vlajka | neznámá vlajka |
| 4.  | neznámá vlajka | neznámá vlajka | neznámá vlajka | neznámá vlajka | neznámá vlajka | neznámá vlajka |
| 5.  | neznámá vlajka | neznámá vlajka | neznámá vlajka | neznámá vlajka | neznámá vlajka | neznámá vlajka |
| 6.  | neznámá vlajka | neznámá vlajka | neznámá vlajka | neznámá vlajka | neznámá vlajka | neznámá vlajka |
| 7.  | neznámá vlajka | neznámá vlajka | neznámá vlajka | neznámá vlajka | neznámá vlajka | neznámá vlajka |
| 8.  | neznámá vlajka | neznámá vlajka | neznámá vlajka | neznámá vlajka | neznámá vlajka | —              |
| 9.  | neznámá vlajka | neznámá vlajka | neznámá vlajka | neznámá vlajka | neznámá vlajka | —              |
| 10. | neznámá vlajka | neznámá vlajka | neznámá vlajka | neznámá vlajka | neznámá vlajka | —              |
| 11. | neznámá vlajka | neznámá vlajka | neznámá vlajka | neznámá vlajka | neznámá vlajka | —              |
| 12. | neznámá vlajka | neznámá vlajka | neznámá vlajka | neznámá vlajka | —              | —              |
| 13. | neznámá vlajka | neznámá vlajka | neznámá vlajka | neznámá vlajka | —              | —              |
| 14. | neznámá vlajka | neznámá vlajka | neznámá vlajka | —              | —              | —              |
| 15. | neznámá vlajka | neznámá vlajka | neznámá vlajka | —              | —              | —              |
| 16. | neznámá vlajka | neznámá vlajka | neznámá vlajka | —              | —              | —              |
| 17. | neznámá vlajka | neznámá vlajka | neznámá vlajka | —              | —              | —              |
| 18. | neznámá vlajka | neznámá vlajka | neznámá vlajka | —              | —              | —              |
| 19. | neznámá vlajka | neznámá vlajka | neznámá vlajka | —              | —              | —              |
|     | ?              | ?              | ?              | ?              | ?              | ?              |